# Bras des Canots
Pour les articles homonymes, voir Canot (homonymie).
Le bras des Canots est un affluent de la rivière Valin, coulant dans le territoire non organisé de Mont-Valin, dans la municipalité régionale de comté (MRC) Le Fjord-du-Saguenay, dans la région administrative du Saguenay-Lac-Saint-Jean, au Québec, au Canada. Le cours du Bras des Canots coule surtout dans le parc national des Monts-Valin.
Une route forestière secondaire dessert la rive Sud-Ouest de la vallée du Bras des Canots et des lacs en amont ; d’autres routes forestières secondaires ont été aménagées dans le secteur pour les besoins de la foresterie et des activités récréotouristiques,,.
La surface du bras des Canots est habituellement gelée de la fin novembre au début avril, toutefois la circulation sécuritaire sur la glace se fait généralement de la mi-décembre à la fin mars.

## Géographie
Les principaux bassins versants voisins du Bras des Canots sont :
- Côté Nord : lac Moncouche, lac Doumic, rivière Nisipi, rivière Sainte-Marguerite, bras de l'Enfer (rivière à Mars) ;
- Côté Est : lac Martin-Valin, ruisseau Gauthier, rivière Sainte-Marguerite, rivière Boivin (bras des Murailles), bras de l'Enfer, bras Fournier ;
- Côté Sud : rivière Valin, rivière Saguenay, le Petit Bras (rivière Valin) ;
- Côté Ouest : rivière Saint-Louis, ruisseau Hector, rivière Valin, bras de l'Enfer, bras du Nord (rivière Valin), rivière Shipshaw[2].

Le Bras des Canots prend sa source à l’embouchure du lac Duck (longueur : 0,4 km ; altitude : 795 m). Cette source est située à 5,0 km au Nord-Ouest d’une baie du Nord-Ouest du lac Martin-Valin, 15,5 km au Nord de l’embouchure du Bras des Canots, 17,8 km à l’Ouest du lac Jalobert (Mont-Valin) lequel se déverse dans la rivière Sainte-Marguerite et à 30,7 km au Nord de la rivière Saguenay.
À partir de sa source, le cours du Bras des Canots descend sur 29,1 km selon les segments suivants :
Cours supérieur du Bras des Canots (segment : 16,4 km)
- 1,2 km vers le Sud-Ouest, jusqu’à la rive Est du lac Buttercup ;
- 1,7 km vers le Sud en traversant le lac Buttercup (longueur : 2,0 km ; altitude : 782 m) notamment en contournant une péninsule rattachée à la rive Est et s’étirant sur 0,5 km vers l’Ouest, jusqu’à son embouchure ;
- 2,4 km vers le Sud-Ouest, jusqu’à en traversant un lac non identifié (altitude : 778 m) sur sa pleine longueur jusqu’à son embouchure ;
- 3,2 km vers le Sud-Est, pour l’Est, jusqu’au fond d’une baie étroite de la rive Nord-Ouest du lac Martin-Valin ;
- 5,6 km vers le Sud-Est, puis vers l’Ouest en traversant le lac Martin-Valin, notamment en contournant une presqu’île rattachée à la rive Ouest, s’étirant sur 2,3 km vers l’Est, jusqu’à son embouchure ;

Cours inférieur du Bras des Canots (segment : 12,7 km)
- 2,5 km vers le Sud-Ouest, dans formant un grand Z inversé, jusqu’au fond d’une baie de la rive Nord du Lac aux Canots ;
- 3,2 km vers le Sud-Ouest, en traversant le Lac aux Canots (altitude : 641 m) ;
- 3,5 km vers le Sud-Ouest, dans une vallée encaissée, jusqu’à un coude de rivière ;
- 3,5 km vers le Sud dans une vallée encaissée en affichant une dénivellation de m jusqu'à l'embouchure de la rivière[2].

L'embouchure du Bras des Canots se déverse sur la rive Nord de la rivière Valin en contournant une île qui barre l'embouchure. Cette confluence est située à :
- 14,1 km au Nord de l’embouchure de la rivière Valin ;
- 22,2 km au Nord-Est du centre-ville de Saguenay ;
- 100,4 km au Nord-Ouest de l’embouchure de la rivière Saguenay[2].

À partir de l’embouchure du Bras des Canots, le courant suit le cours de la rivière Valin, puis le cours de la rivière Saguenay jusqu'à la hauteur de Tadoussac où il conflue avec le fleuve Saint-Laurent.

## Toponymie
Le toponyme Bras des Canots a été officialisé le 2 décembre 1970 à la Banque des noms de lieux de la Commission de toponymie du Québec.